# Federación Socialista Escocesa
La Federación Socialista Escocesa fue un partido político escocés fundado por partidarios de la Federación Socialdemócrata en Edimburgo en diciembre de 1888.
En las elecciones generales de 1892, el partido era uno de los principales apoyos del Partido Laborista de los Consejos de Oficios Unidos de Escocia . Se afilió al Partido Laborista Independiente en 1893. En 1894, el partido comenzó a publicar Labor Chronicle . De 1895 a 1896, James Connolly fue el secretario del partido y se presentó en sus listas a varias elecciones locales. El grupo todavía estaba activo en 1898, pero se acabó fusionando con la Federación Socialdemócrata .